# Robert Culp
Robert Martin Culp (ur. 16 sierpnia 1930 w Oakland, zm. 24 marca 2010 w Los Angeles) – amerykański aktor, scenarzysta i reżyser filmowy. Grywał głównie w filmach i serialach telewizyjnych.

## Życiorys
W 1947 roku ukończył Berkeley High School. Był również absolwentem College of the Pacific przy Uniwersytecie Pacyfiku w Stockton w Kalifornii.
Był żonaty z Nancy Ashe (1957–1966), z którą ma czworo dzieci: trzech synów – Josepha, Joshuę i Jasona (ur. 1962) oraz córkę Rachel, Elayne Wilner (od 23 września 1951 do 1956), France Nuyen (od 9 grudnia 1967 do 1970) i Sheilą Sullivan (od 25 grudnia 1971 do 1981). W dniu 31 grudnia 1981 roku ożenił się po raz piąty – z Candace Faulkner, z którą miał córkę.
Znany również z dubbingu dr. Breen'a z serii gier „Half Life” (firmy Valve).

## Filmografia

### Filmy TV
- 1971: Columbo (Columbo: Death Lends a Hand) jako Brimmer
- 1972: Columbo (Columbo: The Most Crucial Game) jako Paul Hanlon
- 1973: Columbo (Columbo: Double Exposure) jako dr Bart Keppel
- 1984: Nienasycony (Calendar Girl Murders) jako Richard Trainor
- 1986: Gladiator jako Frank Mason
- 1986: Akademia Wojskowa (Combat High) jako generał Edward Woods
- 1990: Columbo (Columbo: Columbo Goes to College) jako Jordan Rowe
- 1994: Szpiedzy (I Spy Returns) jako Kelly Robinson

### Seriale TV
- 1961: Bonanza jako Ed Payson
- 1963: Doktor Kildare (Dr. Kildare) jako Matt Hendricks
- 1965: Doktor Kildare (Dr. Kildare) jako Jesse Hartwood
- 1965–1968: I Spy jako Kelly Robinson
- 1978: Najwięksi bohaterowie biblijni (Greatest Heroes of the Bible) jako Jozue
- 1979: Korzenie (Roots: The Next Generations) jako Lyle Pettijohn
- 1980: Statek miłości (The Love Boat) jako major Ross Lathan
- 1982: Saturday Night Live jako gospodarz programu
- 1986: Hotel jako Paul Fitzgerald
- 1987: The Cosby Show jako Scott Kelly
- 1987: Gliniarz i prokurator (Jake and the Fatman) jako Harrison Gregg
- 1987: Autostrada do nieba (Highway to Heaven) jako Ronald James
- 1987: Hotel jako Daniel Kingsford
- 1991: Gliniarz i prokurator (Jake and the Fatman) jako Harrison Gregg
- 1993: Doktor Quinn (Dr. Quinn, Medicine Woman) jako Elias „Doc Eli” Jackson
- 1994: Pomoc domowa jako Stewart Babcock
- 1994: Skrzydła jako Ace Galvin
- 1994: Na południe od Brazos (Lonesome Dove: The Series) jako Cornelius Farnsworth
- 1995: Strażnik Teksasu (Walker, Texas Ranger) jako Lyle Pike
- 2007: Robot Chicken jako Bill Maxwell